# Hérouvillette
Hérouvillette – miejscowość i gmina we Francji, w regionie Normandia, w departamencie Calvados.
Według danych na rok 1990 gminę zamieszkiwało 1190 osób, a gęstość zaludnienia wynosiła 297 osób/km² (wśród 1815 gmin Dolnej Normandii Hérouvillette plasuje się na 193. miejscu pod względem liczby ludności, natomiast pod względem powierzchni na miejscu 966.).